# Winnertzia pinicola
Winnertzia pinicola är en tvåvingeart som beskrevs av Jean-Jacques Kieffer 1913. Winnertzia pinicola ingår i släktet Winnertzia och familjen gallmyggor. Inga underarter finns listade i Catalogue of Life.